# Братски труд
„Братски труд“ е българско литературно-обществено списание, редактирано от Райко Жинзифов и излязло в 4 броя от 1860 до 1862 година в Москва.
Издание е на Българската дружина „Братски труд“, основана в 1859 година от Константин Миладинов, в която влизат Любен Каравелов, Нешо Бончев и Никола Иванов от Кукуш. В списанието пишат Любен Каравелов, Васил Попович, Марин Дринов, Нешо Бончев, Райко Жинзифов, Константин Миладинов.